# العلاقات الإثيوبية الإريترية
العلاقات الإثيوبية الإريترية هي العلاقات الثنائية التي تجمع بين إثيوبيا وإريتريا.

## مقارنة بين البلدين
هذه مقارنة عامة ومرجعية للدولتين:
| وجه المقارنة                                              | إثيوبيا                        | إريتريا                                      |
| --------------------------------------------------------- | ------------------------------ | -------------------------------------------- |
| المساحة (كم2)                                             | 1.10 مليون                     | 117.60 ألف                                   |
| عدد السكان (نسمة)                                         | 104.96 مليون                   | 6.33 مليون                                   |
| الكثافة السكانية (ن./كم²)                                 | 95.42                          | 53.83                                        |
| العاصمة                                                   | أديس أبابا                     | أسمرة                                        |
| اللغة الرسمية                                             | اللغة الأمهرية                 | اللغة التغرينية، اللغة العربية، لغة إنجليزية |
| العملة                                                    | بير إثيوبي                     | ناكفا                                        |
| الناتج المحلي الإجمالي (بليون دولار)                      | 80.56 مليار                    | 2.61 مليار                                   |
| الناتج المحلي الإجمالي (تعادل القوة الشرائية) بليون دولار | 161.90 مليار                   |                                              |
| الناتج المحلي الإجمالي الاسمي للفرد دولار أمريكي          | 619                            |                                              |
| الناتج المحلي الإجمالي للفرد دولار أمريكي                 | 1.50 ألف                       |                                              |
| مؤشر التنمية البشرية                                      | 0.442                          | 0.391                                        |
| رمز المكالمات الدولي                                      | +251                           | +291                                         |
| رمز الإنترنت                                              | .et                            | .er                                          |
| المنطقة الزمنية                                           | ت ع م+03:00، توقيت شرق أفريقيا | ت ع م+03:00                                  |

## منظمات دولية مشتركة
يشترك البلدان في عضوية مجموعة من المنظمات الدولية، منها:
| علم المنظمة | اسم المنظمة                                 | تاريخ انضمام إثيوبيا | تاريخ انضمام إريتريا |
| ----------- | ------------------------------------------- | -------------------- | -------------------- |
|             | مؤسسة التمويل الدولية                       | 20 يوليو 1956        | 11 أكتوبر 1995       |
|             | منظمة حظر الأسلحة الكيميائية                | ?                    | ?                    |
|             | البنك الإفريقي للتنمية                      | ?                    | ?                    |
|             | يونسكو                                      | 1 يوليو 1955         | 2 سبتمبر 1993        |
|             | الأمم المتحدة                               | 13 نوفمبر 1945       | 28 مايو 1993         |
|             | الاتحاد الدولي للاتصالات                    | 20 فبراير 1932       | 6 أغسطس 1993         |
|             | منظمة الشرطة الجنائية الدولية               | ?                    | ?                    |
|             | البنك الدولي للإنشاء والتعمير               | 27 ديسمبر 1945       | 6 يوليو 1994         |
|             | الاتحاد البريدي العالمي                     | ?                    | ?                    |
|             | مؤسسة التنمية الدولية                       | 11 أبريل 1961        | 6 يوليو 1994         |
|             | الاتحاد الأفريقي                            | ?                    | ?                    |
|             | وكالة ضمان الاستثمار متعدد الأطراف          | 13 أغسطس 1991        | 10 سبتمبر 1996       |
|             | مجموعة دول أفريقيا والكاريبي والمحيط الهادئ | ?                    | ?                    |

## أعلام
هذه قائمة لبعض الشخصيات التي تربطها علاقات بالبلدين:
- وليد عطا (لاعب كرة قدم إريتري، 28 أغسطس 1986[19] – )

## وصلات خارجية
- موقع وزارة الخارجية الإثيوبية